# Хайнрих Vl Ройс-Гера
Хайнрих Vl Ройс-Гера (на немски: Heinrich VI Vogt von Gera; * ок. 1322 в Гера; † сл. 1344) от фамилията Ройс, е наследствен фогт и господар на Гера.

## Произход
Той е най-големият син на фогт Хайнрих V фон Гера († 1377) и съпругата му Мехтилд фон Кефернбург († 1375/1376), дъщеря на граф Гюнтер IX фон Кефернбург-Люхов († 1332/1333) и Матилда фон Регенщайн († 1334). Внук е на Хайнрих II фон Гера, фогт на Гера († 1306/1311) и Ирмгард фон Орламюнде († 1318). Брат е на Хайнрих VII фон Гера († 1420), фогт и господар на Гера (1377 – 1420).
Хайнрих Vl умира сл. 1344 г. бездетен преди баща си.

## Фамилия
Хайнрих Vl Ройс-Гера се жени за Юта фон Плауен-Ройс († сл. 1344/1350), дъщеря на фогт Хайнрих II фон Ройс-Плауен († 1350) и принцеса Саломея фон Силезия-Глогау († 1359), дъщеря на херцог Хайнрих IV от Силезия-Глогау († 1342) и маркграфиня Матилда фон Бранденбург-Залцведел († 1345), дъщеря на маркграф Херман III фон Бранденбург († 1308) и Анна фон Хабсбург (1280 – 1327), дъщеря на римско-немски крал Албрехт I. Бракът е бездететн.